# George Church
George McDonald Church (28 de agosto de 1954) es un genetista estadounidense, ingeniero molecular y químico. Nació el 28 de agosto de 1954 y es profesor de genética en la Escuela Médica de Harvard, profesor de Ciencias de la Salud y la tecnología en Harvard y el MIT, y miembro fundador del Instituto Wyss de Ingeniería inspirada biológicamente de la Universidad de Harvard. Es ampliamente considerado como un pionero en genómica personal y biología sintética. Está casado con su compañera de la Escuela de la facultad médica de Harvard, Ting Wu. 

## Biografía
Creció disléxico y desarrolló narcolepsia durante su juventud, más tarde sobrevivió a un ataque al corazón. De alguna forma encontró los medios para inventar las tecnologías que hacen posible secuenciar el ADN. Ser narcoléptico le hacía quedarse dormido cinco veces al día en reuniones, incluso formando parte de uno de los mayores laboratorios de Harvard y ser consejero de varias compañías. "Hay algunos rasgos genéticos que hacen a la gente sentir lástima por ti" dice, "y hay otros, como la narcolepsia, que la gente toma como ofensa personal a no ser que se lo digas con antelación" según la revista "Forbes".    

### Premios
En 2011, Church fue premiado con el Premio Bower por el Logro en Ciencias del Instituto Franklin, que se otorga una vez cada 7 años a las Ciencias de la Vida. Otros honores incluyen el Premio a la Investigación Biotecnológica Promega de la Sociedad Americana para la Microbiología en 2009, el Premio Internacional Steven Hoogendijk, que se celebra cada 3 años, en 2010, dos veces en el Top 50 de los Científicos Americanos (por "Diseñar vida artificial" en 2005 y "El genoma de 1000$" en 2006). Newsweek le premiaron con su reconocimiento en 2008 de "El Poder de las Ideas" en la categoría de Medicina (por el Proyecto Personal del Genoma). En septiembre de 2010, el Dr. Church fue honrado por su trabajo en Genética con el Premio de Massachusetts High Tech All-Star. Además fue elegido para la Academia Nacional de Ciencias en 2011 y la Academia Nacional de Ingeniería en 2012. 

## Actualidad
En respuesta a una pregunta en Der Spiegel, Church especuló con la posibilidad de que fuera técnicamente posible hacer un neandental recontruyendo el ADN del neardental y modificando las células humanas apropiadamente. Otros medios, incluido el Daily Mail lo sacaron de contexto citando a Church diciendo: "Ahora necesito una mujer atrevida". Church aseguró que no estaba trabajando en un proyecto así.
Ahora trabaja en la secuenciación de cien mil personas y ponerlas a disposición de cualquiera en internet, para poder estudiar mejor enfermedades como la diabetes o el cáncer.
Su última investigación trata de recrear a los mamuts. Para ello, ha insertado 14 genes de un mamut, el cual estaba congelado en Siberia, en un elefante vivo. La técnica empleada ha sido CRISPR la cual permite la reproducción de copias exactas de los genes. George Church afirma que traer de nuevo a la vida a los mamuts sería beneficioso para el ecosistema ya que estos evitarían expulsar el dióxido de carbono de la tundra.